# Otto III. (Braunschweig-Harburg)

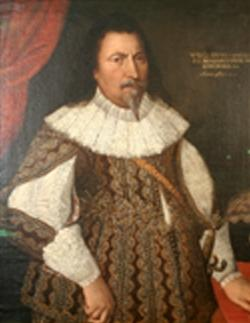
Herzog Otto III. von Braunschweig-Lüneburg-Harburg

Otto III. von Braunschweig-Lüneburg-Harburg (* 20. März 1572 in Harburg; † 4. August 1641 in Harburg) war Inhaber der Herrschaft Harburg.

## Leben
Otto war ein Sohn des Herzogs Otto II. von Braunschweig-Harburg (1528–1603) aus dessen zweiter Ehe mit Hedwig (1535–1616), Tochter des Grafen Enno II. von Ostfriesland.
Nach dem Tod seines Bruders Christoph 1606 übernahm er gemeinschaftlich mit seinem Bruder Wilhelm August, der bereits seit dem Tod des Vaters regierte, die Regierung über Harburg. Die Regierungszeit der Herzöge wird als brüderlich und einträchtig beschrieben. Am 11. Januar 1630 traten die Brüder in einem Vertrag alle Nachfolgerechte im Herzogtum Braunschweig an Christian von Braunschweig-Lüneburg ab, der dafür die Schulden der Brüder, die sich auf fast 150.000 Taler beliefen, ausglich.
Otto III. heiratete am 14. April 1621 in Wolfenbüttel Hedwig (1580–1657), Tochter des Herzogs Julius von Braunschweig-Wolfenbüttel. Die Ehe blieb kinderlos.